# 小松川出入口
小松川出入口（こまつがわでいりぐち）は、東京都江戸川区にある首都高速道路7号小松川線の出入口である。両国JCT方面の出入口のみ設置されているハーフインターチェンジである。
本項では、併設の小松川ジャンクション（こまつがわジャンクション）および中環小松川入口（ちゅうかんこまつがわいりぐち）についても述べる。

## 概要

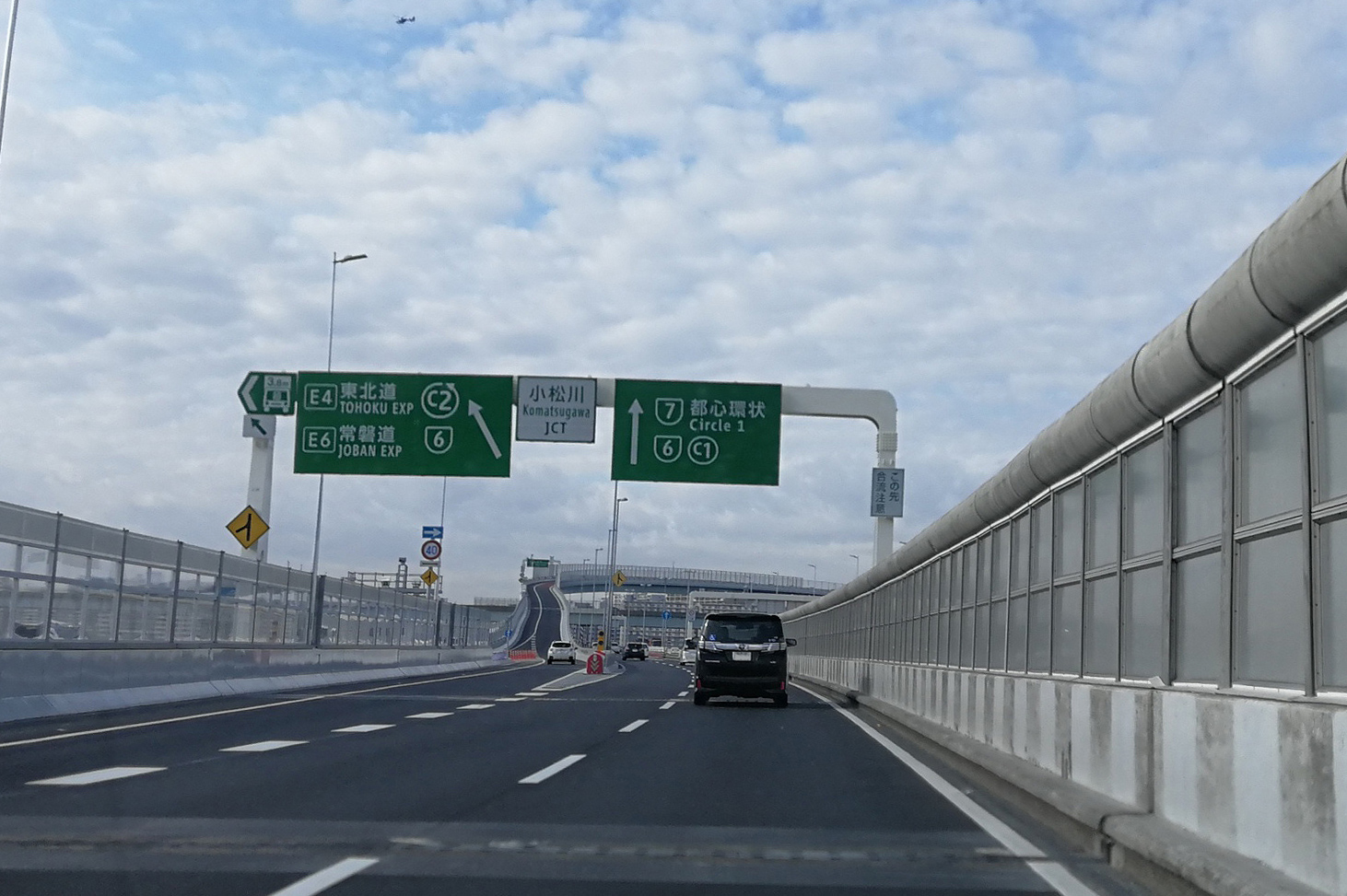
小松川線上り本線から見た小松川ジャンクション

荒川、中央環状線（C2）、中川並行部のすぐ東側に位置する。流入路は上下線の間に、流出路は本線の北側に設置され、一般道は取り付け道路を介して都道308号（船堀街道）と接続している。小松川出入口は都心方面へ行く車両の流入および都心方面から来た車両の流出のみ可能である。
2019年（令和元年）12月1日には当出入口と一体化した小松川ジャンクション（JCT）が供用開始され、元々接続されていなかった7号小松川線と中央環状線の行き来が可能になった。小松川JCTは7号小松川線（京葉道路方面）と中央環状線（堀切JCT方面）のみを相互接続するクォーターJCTである。
小松川JCTの設置に伴い、出口が上下線の間から本線の北側に移設され（右側流出→左側流出に変更）、入口は従来のものを維持した上で堀切JCT方面（C2内回り）専用の中環小松川入口が新たに追加された。これにより、当出入口でC2外回りからの流出と、C2内回りへの流入が新たに可能となった。誤進入防止のため入口の看板・路面が、都心方面の小松川入口は赤色に、堀切JCT方面の中環小松川入口は青色にそれぞれ色分けされている。

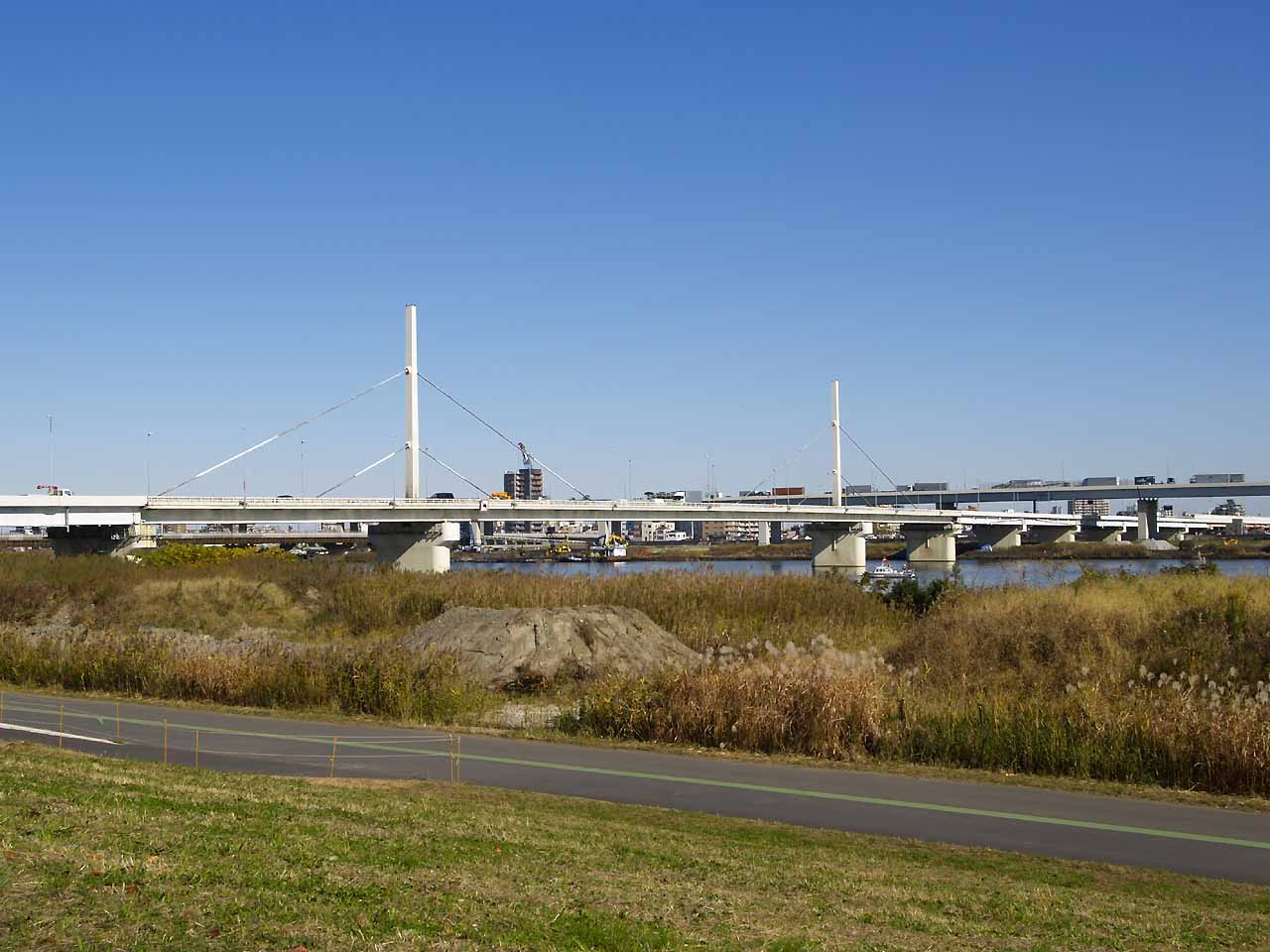
小松川ジャンクション建設開始前の小松川線（下）と中央環状線（上）の交点
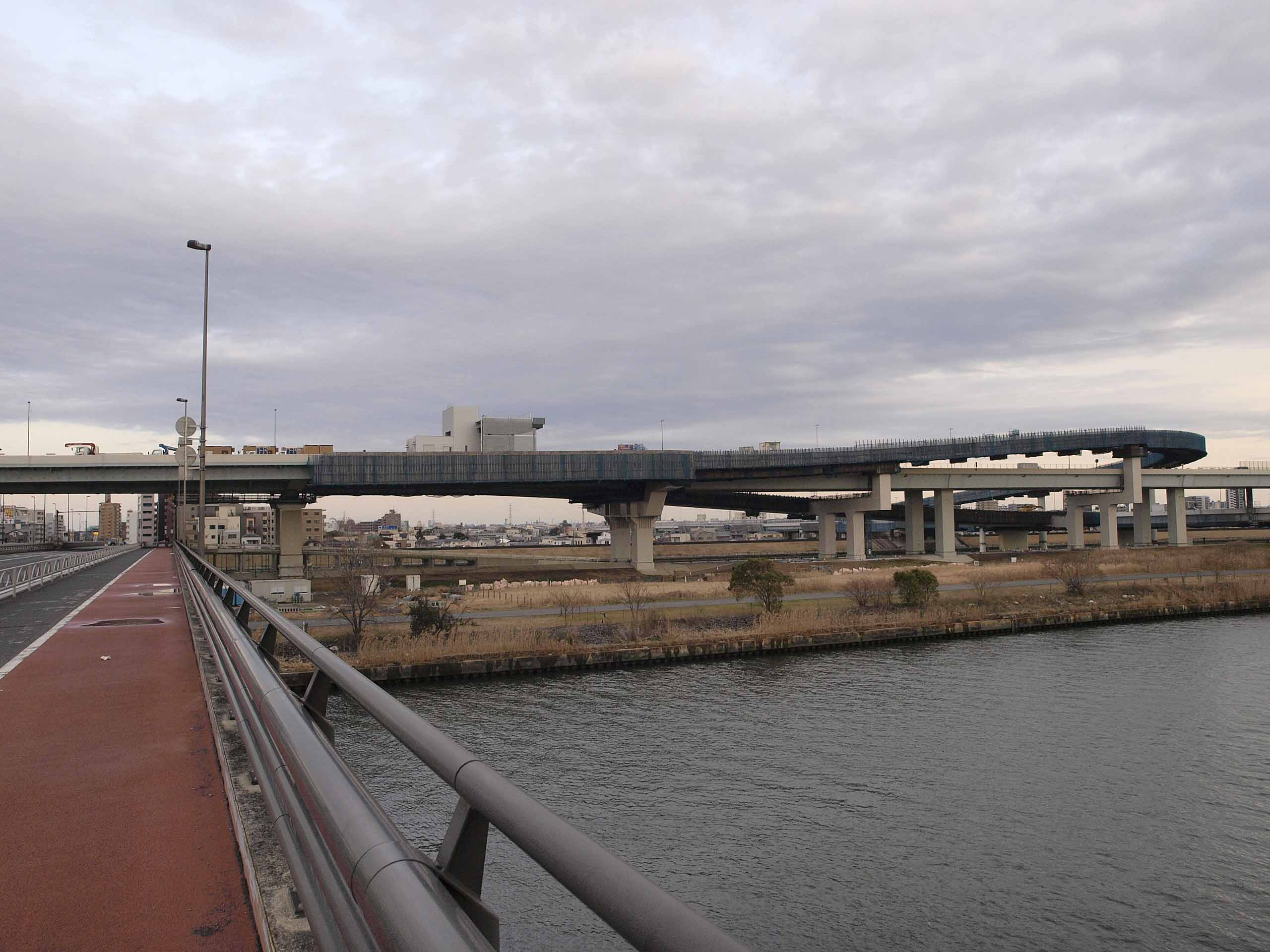
建設中の小松川ジャンクションを小松川橋から望む（小松川線上り→中央環状線内回り）
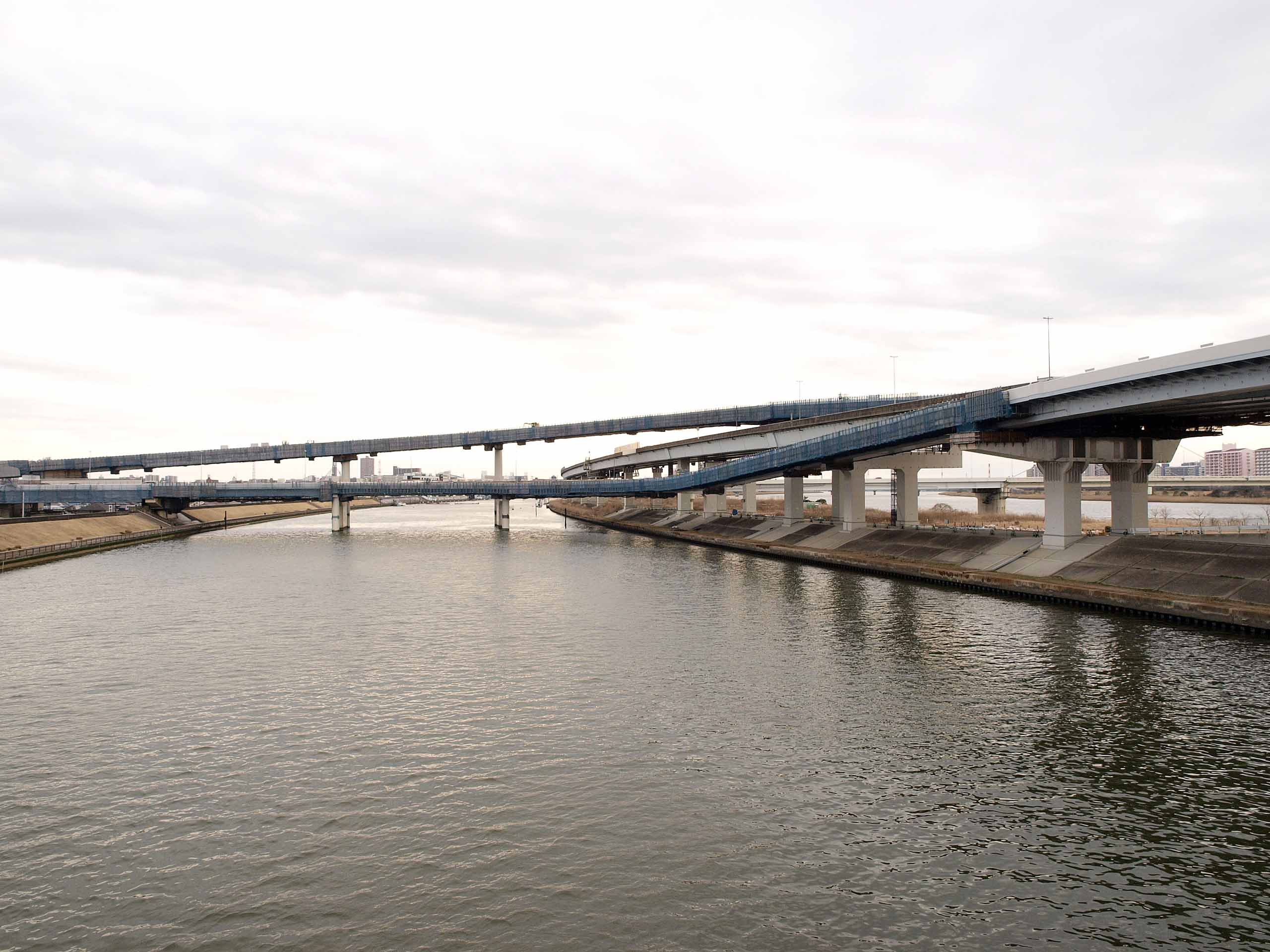
建設中の小松川ジャンクションを小松川橋から望む（中央環状線外回り→小松川線下り）
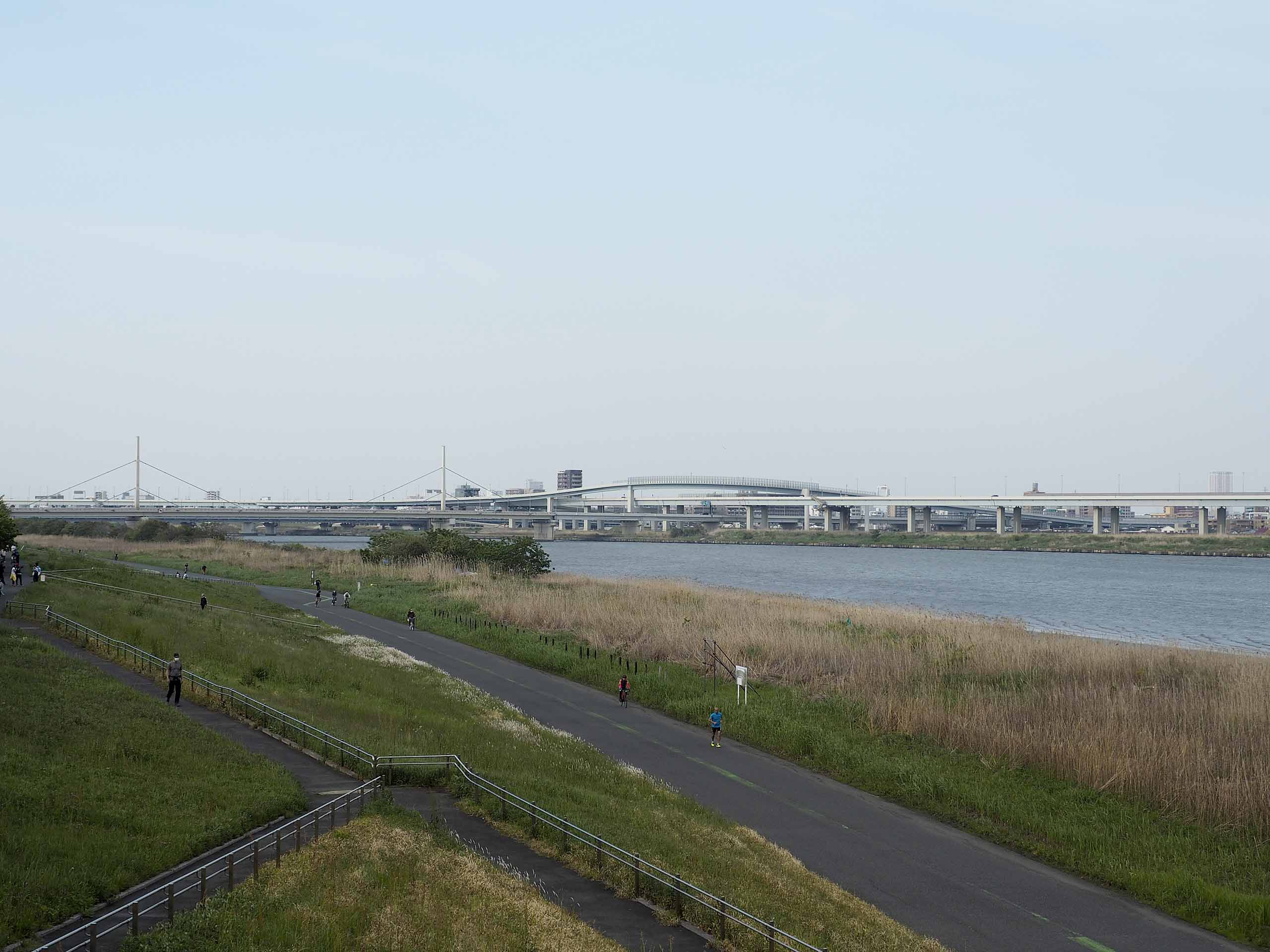
小松川ジャンクションを船堀橋から望む（小松川線上り→中央環状線内回り）
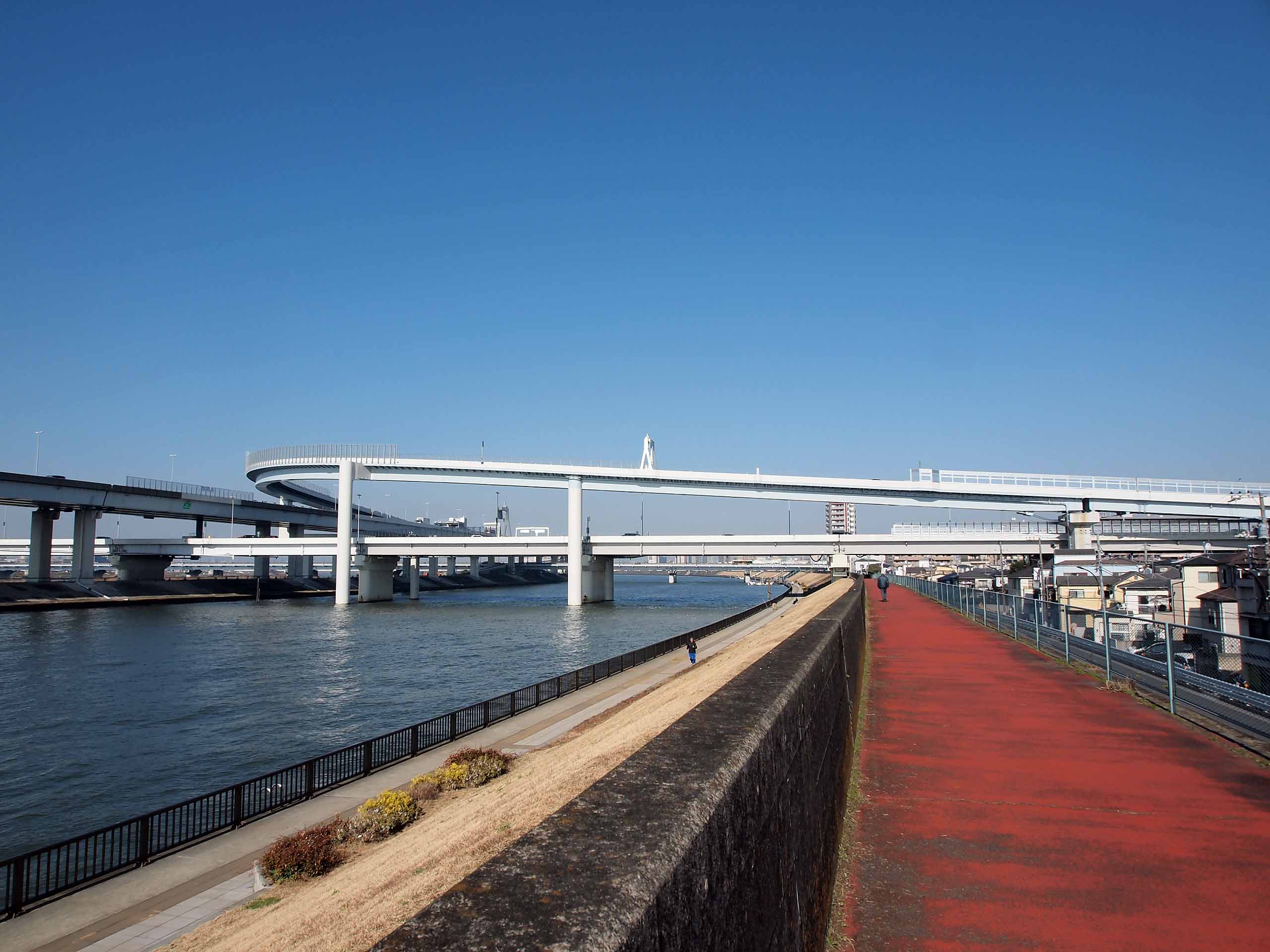
小松川ジャンクションを西小松川町の中川から望む（小松川線上り→中央環状線内回り）

### JCT建設の経緯
7号小松川線を跨ぎ越す形で建設された中央環状線であるが、同線の計画段階からJCTの構想はあったものの、優先順位の面で先送りとなっていた。そのため、首都高速道路を介して京葉道路を利用するには、以下のような方法が取られていた（例）。
- 都心環状線を経由して両国JCTから7号小松川線に入り、そのまま京葉道路へ行く
- 中央環状線の平井大橋出入口で流出し、一般道を経由して篠崎IC（京葉道路の起点）に行く

しかしこれでは埼玉方面と千葉方面を行き来するような場合にも都心環状線や都内の一般道を利用する必要があり、中央環状線の機能が十分発揮できない状態にあった。当JCTはこの改善を目的としており、都心環状線や国道14号、平和橋通りの渋滞緩和、および7号小松川線の交通規制・渋滞時における迂回路になることを見込んでいる。
当初は2007（平成19）年度着工、2014（平成26）年度完成、総工費156億円を予定していたが、東京都市計画審議会でこの都市計画が可決されたのは2010年（平成22年）2月（決定告示は同年3月5日付）であった。構造検討業務はパシフィックコンサルタンツに委託され、当初の整備工程の見直しが行われた（同12日付発表）。最終的な工事予算は155億9600万円。
小松川JCT設置と同時に、直下の一般道（附属街路第3号線、第4号線）の拡幅・付け替えも行われた。

### JCTの構造
C2外回りから7号下り（千葉方面）、および7号上りからC2内回り（埼玉方面）の接続路が設置され、当JCTを介して千葉方面と埼玉方面を相互に行き来できるようになっている。クォーターJCTであり、これ以外の方向に接続路は設置されない。
埼玉方面接続路には、埼玉方面専用の中環小松川入口と、料金所が設置されている。料金所については、7号へ流入する車両の通行料徴収は従来から錦糸町本線料金所で行っていたが、当JCTはこれより手前に位置するためである。すなわち、京葉道路から両国JCT方面へ向かう車両は従来と同様、錦糸町で通行料を支払い、京葉道路から堀切JCT方面へ向かう車両は小松川で通行料を支払う。
千葉方面接続路には、C2外回りと7号下りから流出する小松川出口が設置されている。出口は接続路の末端部（7号側）に設置され、中央分離帯側にあった従来の出口を廃止した上でこの新設出口に統合された。

## 周辺
- 千葉街道
- 船堀街道
- 新小岩駅
- 江戸川競艇場
- 江戸川区役所
- 江戸川区総合文化センター
- 江戸川区中央図書館
- 江戸川区松江図書館
- 小松川警察署
- 江戸川郵便局
- 東京都江戸川都税事務所
- 東京都立江戸川高等学校
- 関東第一高等学校

## 隣
首都高速7号小松川線
(701,702)錦糸町出入口/TB - 小松川JCT/(703)小松川出入口 - (705)一之江出入口
首都高速中央環状線
(C43)平井大橋出入口 - 小松川JCT/(C45)中環小松川入口/小松川出口 - (C46)船堀橋出入口